# Effetto materno
L'effetto materno è un particolare caso di ereditarietà che, a causa di fattori legati alla citologia, è non mendeliana.
È definito come il fenotipo di un individuo determinato dal genotipo nucleare materno che dipende da molecole di mRNA e/o proteine depositate nell'oocita prima della fecondazione. Si ritiene che possano dipendere anche dagli scRNA (small cytoplasmic RNA), ma non se ne ha ancora alcuna conferma. 
Ad esempio, alcune proteine citoplasmatiche già presenti nell'oocita (perché espresse dalla madre) determinano il fenotipo del figlio prima che si esprimano i geni per quelle proteine del figlio stesso, ne è un esempio la spiralizzazione della conchiglia della chiocciola Limnaea peregra.

Non bisogna confondere l'effetto materno con l'eredità materna(eredità extranucleare) o l'imprinting genomico: nell'effetto materno la progenie non coinvolge nessun gene extranucleare e la progenie ha sempre il fenotipo specificato dal genotipo nucleare materno.